# Andrzej Koszewski
Andrzej Koszewski (Poznań, 26 de julio de 1922 – 17 de febrero de 2015) fue un compositor, musicólogo y profesor polaco. Entre sus estudiantes, se encuentran personajes ilustres como Lidia Zielińska, Krzesimir Dębski o Bettina Skrzypczak.

## Biografía
Koszewski cantó desde la época del gimnasio en el coro de la Catedral de Poznań. Después de la Segunda Guerra Mundial estudió de musicología y teoría musical con Adolf Chybiński en la Universidad Adam Mickiewicz en Poznań y luego de composición con Stefan Bolesław Poradowski en el Conservatorio de Poznań. Luego asistió a un curso de postgrado en el Conservatorio de Varsovia con Tadeusz Szeligowski.
Desde 1948, Koszewski dio clases en la Escuela Secundaria Musical en Poznań y, desde 1950, en la escuela secundaria de música en la misma ciudad. Desde 1957 impartió clases en el Conservatorio de Poznań, en el que 1965 fue nombrado asistente y desde 1985, profesor titular. Como musicólogo se interesó en la música polaca del siglo XIX y especialmente de  Chopin así como música contemporánea y la improvisación. Recibió numerosos premios del Ministerio polaco de cultura y en 1982 recibió un premio del Primer Ministro por su trabajo con niños y jóvenes.

## Ópera
- Concerto grosso (Suita w dawnym stylu) para orquesta de arco, 1947
- Capriccio para pianoforte, 1947
- Trio per violín, violonchelo y fortepiano, 1950
- Taniec wielkopolski (Szocz) para pequeña orquesta, 1951
- Kantata sielska para coro mixto y orquesta sinfónica, 1951
- Mazowianka para coro mixto, 1952
- Kolysanka para tres voces femeninas o coro femenino o coro mixto o contralto e coro mixto o contralto y pianoforte o tres voces femeninas y pianoforte, 1952
- Suita kaszubska para coro mixto, 1952
- Scena taneczna para pianoforte, 1953
- Wokaliza na temat choralu J. S. Bacha para contralto e pianoforte, 1953
- Allegro symfoniczne para gran orquesta, 1953
- Sonata breve para pianoforte, 1954
- Sinfonietta para orquesta, 1956
- Muzyka fa-re-mi-do-si para coro mixto, 1960
- Intermezzo para pianoforte, 1962
- Piec dawnych tanców para pianoforte, 1963
- Uwertura kujawska para orquesta sinfónica, 1963
- La espero para doble coro mixto, 1963
- Zdrowas, królewno wyborna para coro misto, masculina o femenina, 1963
- Tryptyk wielkopolski para coro misto o per coro misto e orquesta sinfónica, 1963
- Nicolao copernico dedicatum, cantata per doble coro mixto, 1966
- Spotkanie w Szczecinie para coro mixto, 1968
- Gry, piccola Suite para coro mixto o femenino, 1968
- Makowe ziarenka, 14 miniaturas para altoparlante e pianoforte, 1969
- Brewiarz milosci para barítono y conjunto instrumental, 1969
- Kantylena para coro femenina o de voces blancas, 1969
- Wczoraj byla niedzioleczka para coro femenino o de voces blancas, 1969
- Mala suita nadwarcianska para coro mixto, 1969
- Przystroje, 7 melodías populares polacas para pianoforte, 1970
- Ba-No-Sche-Ro para coro mixto, 1971-72
- Da fischiare, tres estudios para orquesta de vientos de madera, 1973
- Canzone e danza para coro femenino o de voces blancas o masculino o mixto, 1974
- Prologus para coro mixto, 1975
- Sonatina I para pianoforte, 1978
- Sonatina II para pianoforte, 1978
- Sonatina III para pianoforte, 1978
- Ad musicam para orquesta vocal, 1979
- Kanony wokalne para 2-3 solistas, 1979-2003
- Campana para coro mixto, 1980
- Angelus Domini para coro mixto, 1981
- Sententia para doble coro mixto, 1982
- In memoriam para doble coro mixto, 1982
- Pax hominibus para doble coro mixto, 1982
- Zaklecia para coro de voces blancas o femenino, 1983
- Trzy miniatury dzieciece para coro mixto, 1983
- Suita lubuska para coro masculino o de voces blancas, 1983
- Polni muzykanci para coro femenino, 1983
- Deszcz para coro femenino, 1983
- Cantemus omnes para coro mixto, 1984
- Campana para coro masculino, 1984
- Intrada para coro femenino, 1984
- Canta-move para coro masculino, 1985
- Flusso-Riflusso para coro masculino, 1985
- Ostinato para coro mixto, 1986
- Strofy trubadurav na chór mieszany, para coro mixto 1986
- Enigma 575 para coro femenino, 1986
- Chaconne I para coro mixto, 1987
- Chaconne II para coro mixto, 1987
- Chaconne III para coro mixto, 1987
- Krople teczy para coro de voces blancas o femenino, 1987-88
- Plot w zimie para coro de voces blancas o femenino, 1988
- Trzy tance polskie para coro femenino o mixto, 1988-89
- Serioso-Giocoso para coro mixto, 1989
- Canti sacri para coro mixto, 1989-91
- Trittico di messa para coro mixto, 1992
- Carmina sacrata para coro mixto, 1992-94
- Wi-La-Wi, Trittico para coro de voces blancas o femenino, 1994
- Et lux perpetua... para coro mixto, 1995-96
- O swicie, o zmroku para soprano e pianoforte, 1996
- Non sum dignus para coro mixto, 1996
- Reflex para quinteto de arco, 1996
- Antiquo more para coro mixto, 1996
- Plochliwy zajac para coro de voces blancas, 1997
- Wszystko z basni para coro de voces blancas, 1997
- Messa 'Gaude Mater' para coro mixto, 1998
- Pater noster para coro misto, 1999
- Crux – lux para coro mixto, 2002
- Razem ze slonkiem para voces, pianoforte e percusión, 2002
- Unitis viribus, díptico para coro misto, 2002-03
- Ad multos annos para coro mixto, 2003
- Spes nostra para coro mixto, 2003
- La valse para coro mixto, 2004
- Magnificat anima mea Dominum para coro misto, 2004
- Alfabet Guidona para coro mixto, 2004
- Magnificat para coro mixto, 2004